# Thầu dầu
Thầu dầu hay có nơi còn gọi là đu đủ tía (danh pháp hai phần: Ricinus communis) là một loài thực vật trong họ Đại kích (Euphorbiaceae) và là thành viên duy nhất trong chi Ricinus cũng như của phân tông Ricininae.
Từ Ricinus là một từ trong tiếng Latinh để chỉ các loài bét (thuộc bộ Acarina); hạt của nó được gọi như thế vì trông nó giống như một con bét. Nó là nguồn để sản xuất dầu thầu dầu có nhiều công dụng cũng như ricin, một chất độc (ricin từ 1-2 hạt thầu dầu có thể gây tử vong cho người lớn).

## Mô tả
Mặc dù nó có thể có nguồn gốc ở vùng Đông Phi, nhưng ngày nay nó đã phổ biến trên toàn thế giới. Thầu dầu dễ thích nghi với môi trường sống mới và có thể tìm thấy ở các vùng đất bị bỏ hoang, gần đường sắt và gần đây được trồng nhiều để làm cảnh trong công viên hay các nơi công cộng khác.
Các hạt thầu dầu cũng được tìm thấy trong các ngôi mộ của người Ai Cập cổ đại có niên đại vào khoảng những năm 4000 TCN. Herodotus và các nhà du hành người Hy Lạp cổ đại khác cũng đã đề cập tới việc sử dụng dầu của hạt thầu thầu để thắp sáng và xức dầu lên cơ thể.
Việc sử dụng dầu của hạt thầu dầu tại Ấn Độ đã được đề cập tới trong một số tư liệu kể từ những năm 2000 TCN trong việc thắp sáng và trong y học cổ đại như là một loại thuốc nhuận tràng. Hạt thầu dầu và dầu của nó cũng được sử dụng tại Trung Quốc trong nhiều thế kỷ, chủ yếu trong việc kê các đơn thuốc trong y học để uống hay sử dụng trong băng bó.

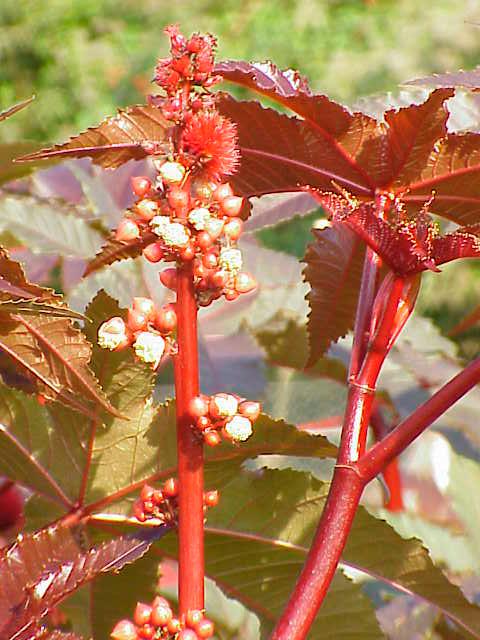
Cây thầu dầu nở hoa

Mặc dù chỉ có một đại diện duy nhất nhưng thầu dầu có thể thay đổi rất nhiều về bề ngoài cũng như sự phát triển. Một số cây là loại thực vật lâu năm có thể đạt tới kích thước của một cây thân gỗ nhỏ trong khi một số cây khác là các dạng lùn và sinh trưởng như là loại cây một năm. Cũng tồn tại rất nhiều kiểu hình dạng và màu sắc của lá và chúng được lai giống để dùng làm cây cảnh. Ấu trùng của một số loài nhậy thuộc bộ Cánh vẩy Lepidoptera phá hoại thầu dầu như Ecpantheria scribonia, Hypercompe hambletoni và Discestra trifolii.
Hạt thầu dầu chứa khoảng 40-60% dầu, nó rất giàu các triglyxerit, chủ yếu là ricinolein.

### Sản xuất
Sản lượng hạt thầu dầu toàn thế giới khoảng 1,2-1,3 triệu tấn mỗi năm. Các khu vực sản xuất hàng đầu là Ấn Độ, Trung Quốc và Brasil.
| Sản lượng hạt thầu dầu. Niên vụ 2003-2004 Số liệu thống kê của FAO |           |       |           |       |

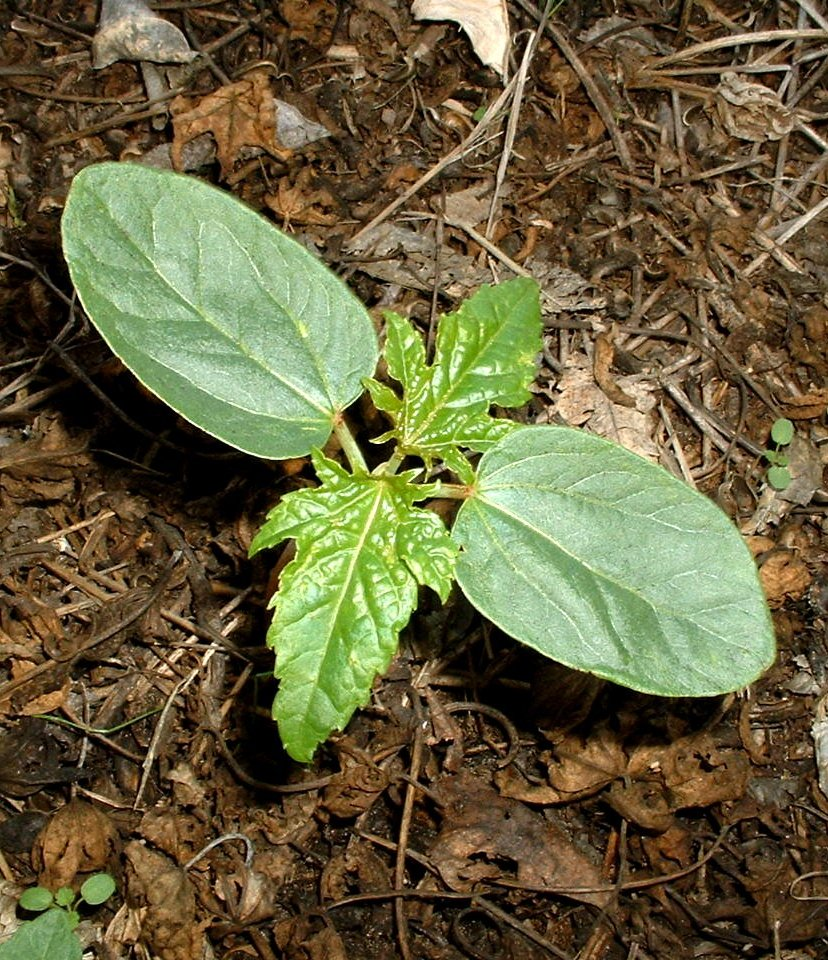
Cây thầu dầu non chỉ rõ nó là thực vật hai lá mầm.

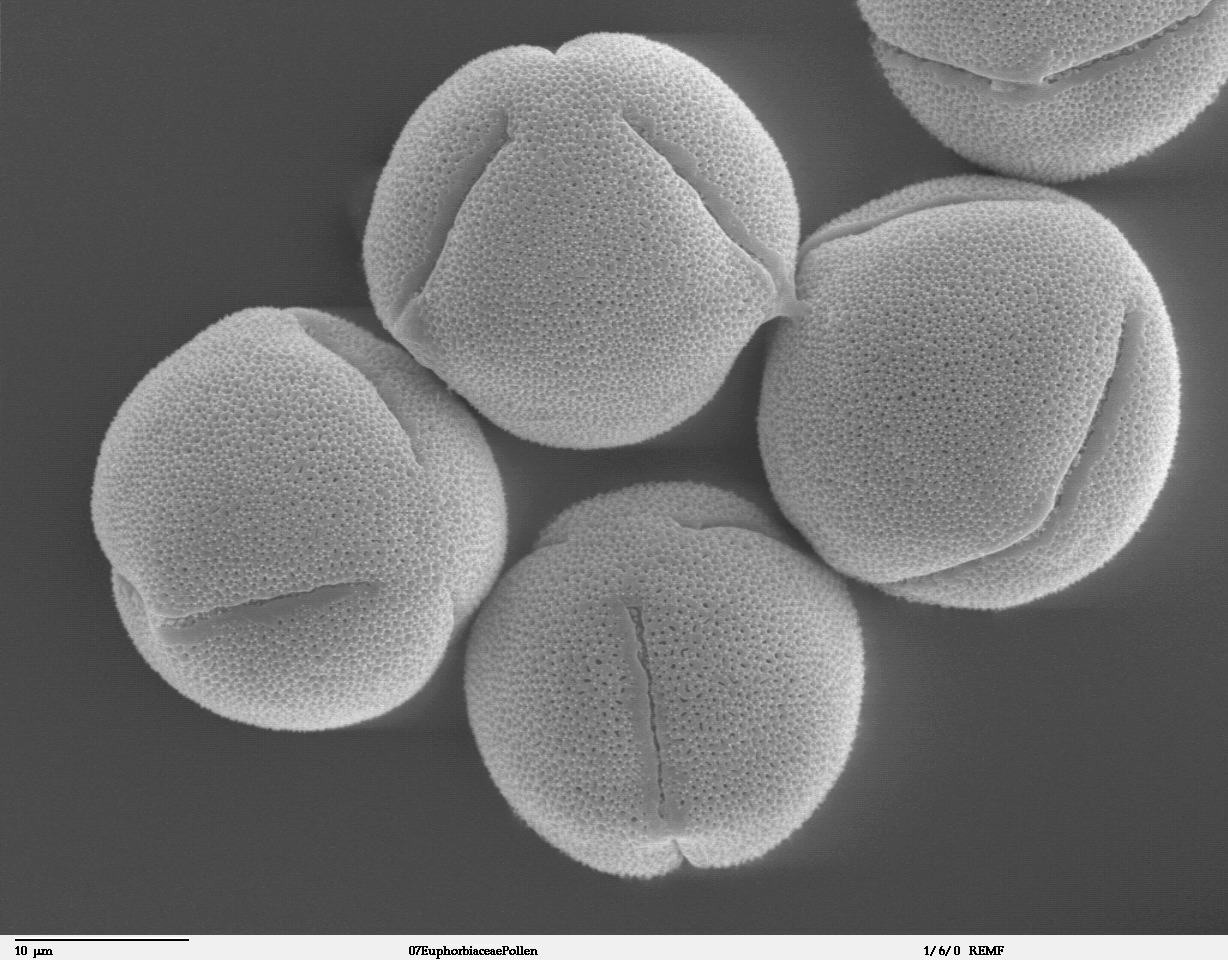
Phấn hoa của thầu dầu
Ảnh chụp dưới kính hiển vi điện tử

| Ấn Độ                                                              | 804.000   | 66 %  | 804.000   | 61 %  |
| Trung Quốc                                                         | 258.000   | 21 %  | 275.000   | 21 %  |
| Brasil                                                             | 77.970    | 6 %   | 149.099   | 11 %  |
| Các nước khác                                                      | 82.950    | 7 %   | 83.580    | 6 %   |
| Tổng cộng                                                          | 1.222.920 | 100 % | 1.311.679 | 100 % |

## Tác hại
Ricinus (thầu dầu) cực kỳ dễ gây dị ứng và có thang điểm dị ứng OPALS là 10 trên 10. Loại cây này cũng là tác nhân gây hen suyễn rất mạnh và dị ứng với Ricinus là phổ biến và nghiêm trọng.
Cây thầu dầu tạo ra một lượng lớn phấn hoa rất nhẹ, dễ dàng bay vào không khí và có thể hít vào phổi, gây ra các phản ứng dị ứng. Nhựa của cây gây phát ban da. Những người bị dị ứng với cây cũng có thể phát ban khi chỉ chạm vào lá, hoa hoặc hạt. Những cá nhân này cũng có thể có phản ứng dị ứng chéo với nhựa mủ từ cây Hevea brasiliensis có liên quan.
Độc tính của hạt thầu dầu thô là do sự hiện diện của ricin. Mặc dù liều gây chết người ở người lớn được coi là từ 4 đến 8 hạt, nhưng các báo cáo về ngộ độc thực tế là tương đối hiếm. Theo Kỷ lục Guinness Thế giới, đây là loài thực vật thông thường độc nhất thế giới. Các triệu chứng của việc dùng quá liều ricin, có thể bao gồm buồn nôn, tiêu chảy, nhịp tim nhanh, hạ huyết áp và co giật, kéo dài đến một tuần. Chất độc có thể được chiết xuất từ thầu dầu bằng cách cô đặc nó với một quy trình khá phức tạp tương tự như quy trình được sử dụng để chiết xuất xyanua từ hạnh nhân.
Nếu nuốt phải chất ricin, các triệu chứng thường bắt đầu trong vòng 2 đến 4 giờ, nhưng có thể bị trì hoãn tới 36 giờ. Chúng bao gồm cảm giác nóng rát ở miệng và cổ họng, đau bụng, mót rặn và tiêu chảy ra máu. Trong vòng vài ngày, tình trạng mất nước nghiêm trọng xảy ra, tụt huyết áp và giảm lượng nước tiểu. Trừ khi được điều trị, tử vong có thể xảy ra trong vòng 3–5 ngày; tuy nhiên, trong hầu hết các trường hợp, có thể phục hồi hoàn toàn.
Ngộ độc xảy ra khi động vật kể cả con người, ăn phải hạt thầu dầu bị vỡ hoặc nhai vỡ hạt: hạt còn nguyên vẹn có thể đi qua đường tiêu hóa mà không giải phóng độc tố. Độc tố cung cấp cho cây thầu dầu một mức độ bảo vệ tự nhiên khỏi côn trùng gây hại như rệp vừng. Ricin đã được điều tra về khả năng sử dụng nó như một loại thuốc trừ sâu. Cây thầu dầu cũng là nguồn cung cấp acid undecylenic, một chất diệt nấm tự nhiên.
Dầu thầu dầu ép lạnh có bán trên thị trường không độc hại đối với con người ở liều lượng bình thường, dù là bên trong hay bên ngoài.

## Phân loài
- Ricinus communis var. sanguineus: Thầu dầu tía, đu đủ tía